# Neuroperla schedingi
Genre
Espèce
Neuroperla schedingi est une espèce d'insectes plécoptères de la famille des Eustheniidae, la seule du genre Neuroperla.

## Distribution
Cette espèce se rencontre au Chili dans les régions d'Araucanie, des Fleuves, des Lacs et d'Aisén et en Argentine dans la province de Neuquén.

## Publication originale
- Navás, L. 1930 : Algunos insectos de Chile. Revista Chilena de Historia Natural Santiago, vol. 33, p. 326-334.
- Illies, J. 1960 : Archiperlaria, eine neue Unterordnung der Plecopteren. (Revision der Familien Eustheniidae und Diamphipnoidae) (Plecoptera). Beiträge zur Entomologie Berlin, vol. 10, p. 661-697.